# Московські першопроходці
Московські першопроходці — московські мандрівники та колонізатори XVII століття, які досліджували та захоплювали раніше невідомі для московитів території Східного Сибіру, Крайньої Півночі та Далекого Сходу. Мали різне соціальне походження — служиві люди, купці. Багато хто з них були уродженцями Московської Півночі.
Відомі землепрохідці:
- Володимир Атласов
- Еналей Бахтеяров
- Петро Бекетов
- Іван Галкін
- Семен Дежньов
- Василь Колесников
- Іван Москвітін
- Максим Перфільєв
- Іван Похабов
- Яков Похабов
- Василь Поярков
- Іван Ребров
- Єрофій Хабаров

Московські першопрохідці в ході своєї діяльності здійснювали далекі експедиції у незвідані землі, які наносили на карти («креслення»), встановлювали московську окупаційну владу, збирали ясак з місцевих жителів та засновували поселення у вигляді зимівлі та острогів. Найменування «землепроходець» не виключало і те, що нові землі могли бути відкриті річковим або морським шляхом з використанням кочів, стругів або дощаників.
Причинами московських подорожей на нові землі XVII столітті були: — економічні; В економічних перевагах, крім верховної влади, були зацікавлені торговці, промисловці, люди служили. У разі успішного походу вони знаходили нові торгові шляхи, збирали ясак, налагоджували контакти з місцевими жителями, на освоєних територіях закладали поселення. Поступово це призводило до колонізації чи переходу нових земель під панування Московії. — дипломатичні, за ними можна було простежити зовнішньоекономічну та зовнішньополітичну зацікавленість російської держави. А завдяки традиції складання докладних звітів про перебіг подорожі посольські документи ставали джерелом цінної інформації про землі, які бачили дипломати.

Мандрівників пізнішого часу прийнято називати не першопроходцями, а просто мандрівниками чи мореплавцями Наприклад, якщо Дежньов називається землепрохідцем, то Берінг — вже мореплавцем.

Землепрохідці
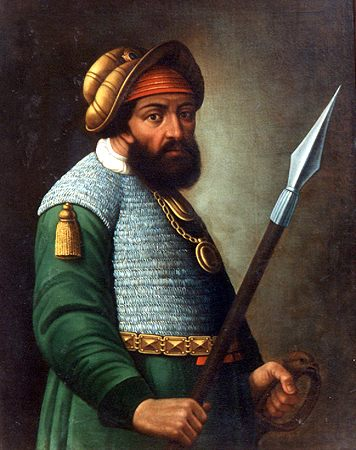
Єрмак Тимофійович
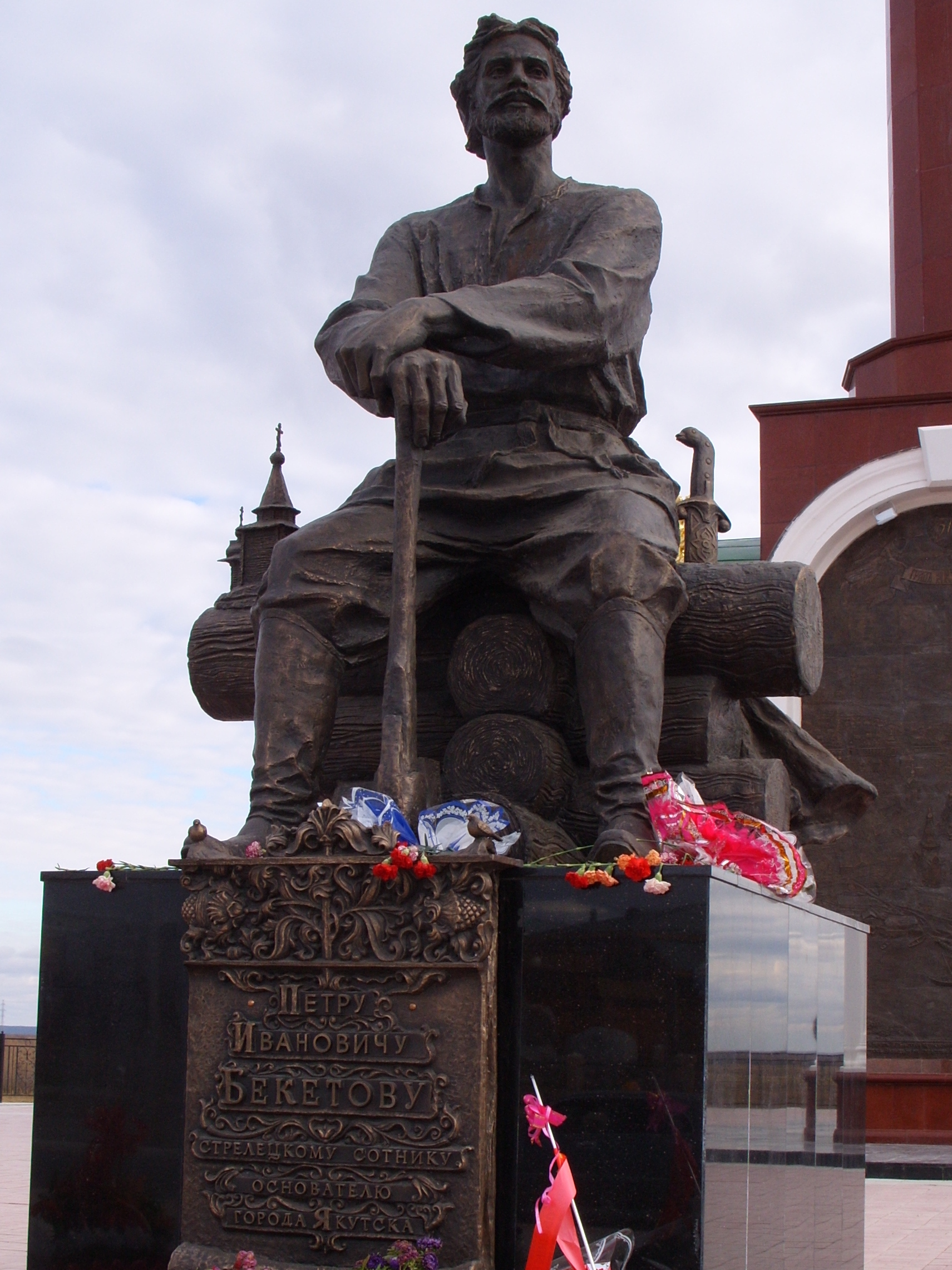
Петро Бекетов
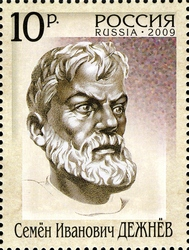
Семен Дежньов